# Vickers Warwick
Віккерс Ворик (англ. Vickers Warwick) — британський багатоцільовий двомоторний протичовновий/патрульний літак часів Другої світової війни. Літак розроблений компанією Vickers-Armstrongs для Королівських повітряних сил Британії наприкінці 1930-х років. Отримав назву на честь англійського міста Ворик і був найбільшим британським двомоторним літаком, який використовувався під час Другої світової війни.

## Історія
«Ворик» розроблявся на основі британського середнього бомбардувальника «Веллінгтон» і мав значну відмінність від планерів літаків тих часів — характерною ознакою цього літака стала геодетична конструкція, яку часто називають «геодезичною». Згідно специфікації B.1/35 «Ворик» мав бути потужнішою і більшою версією «Веллінгтона», але через перегляд стратегії використання і пошук необхідного двигуна розробка «Ворика» затрималася. 
13 серпня 1939 року відбувся перший політ прототипу «Ворика» з двигуном Rolls-Royce Vulture, який ще не був доведений до ладу і мав безліч недоліків. Ненадійність двигуна змусила конструкторів шукати альтернативну заміну. Наступним став радіальний двигунів британського виробництва Bristol Centaurus і другий прототип з цим двигуном вперше злетів в квітні 1940 року. Проте і цей двигун все ще був в розробці, яка була повільною через воєнні потреби і пошуки двигуна знову продовжились. В решті решт «Ворик» було вирішено виготовляти з американським двигуном Pratt & Whitney R-2800 Double Wasp, перший політ з ним відбувся тільки 1 травня 1942 року.
Проте на цей час «Ворика» вже витісняло нове покоління середніх і важких бомбардувальників, і в ролі бомбардувальника використовуватись не міг. Тому в січні 1943 року було вирішено використовувати літак для морських рятувальних місій, оснащених скидним рятувальним човном. Ця модифікація отримала позначення «Ворик ASR.1» і вперше надійшла на озброєння 280-ї ескадрильї Берегового командування в серпні 1943 року, де вони замінили Avro Anson.
Зацікавленість транспортної компанії BOAC в літаках далекої дальності призвела до створення модифікації «Ворик C.I», з якої було прибрано все озброєння. Перший літак цієї модифікації здійнявся в повітря 5 лютого 1943 року, після чого почав використовуватись для польотів на Близький Схід. В 1944 році ці літаки були передані 167-й транспортній ескадрильї.
«Ворик» також був прийнятий на озброєння польськими ПС у вигнанні, що дислокувалися у Великій Британії та ПС Південної Африки.

## Модифікації

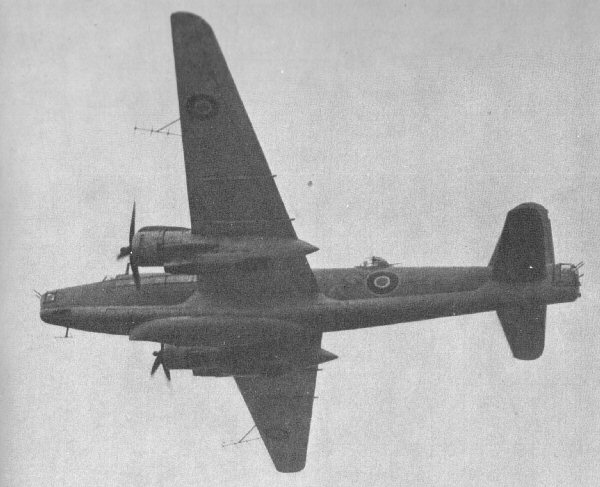
Пошуково-рятувальний літак «Віккерс Ворик» з рятувальним човном під корпусом літака

- Warwick Mark I:
  - Warwick B Mk I — оригінальна базова комплектація бомбардувальника Mk I; з 150 замовлених було побудовано лишень 16. Використовувалися у різних тестових програмах
  - Warwick C Mk I абоVickers Type 456 — транспортна версія Mk I, використовувалася британською авіакомпанією BOAC на маршрутах у Середземномор'ї та в Північну Африку
  - Warwick B/ASR Mk I — 40 літаків варіанту B Mk I, перероблених на повітряно-морський пошуково-рятувальний літак і використовувався для розшуку та порятунку екіпажів збитих британських літаків. Могли нести два комплекти рятувального обладнання Lindholme Gear
  - Warwick ASR (Stage A) — 10 перероблених літаків варіанту B Mk I, які використовувалися для пошуково-рятувальних операцій на морі. Могли нести два комплекти рятувального обладнання Lindholme Gear та один керований рятувальний човен, що скидався з повітря
  - Warwick ASR (Stage B) — 20 перероблених літаків варіанту B Mk I, обладнаних аналогічно B/ASR Mk I та ASR (Stage A)
  - Warwick ASR Mk I абоVickers Type 462 — пошуково-рятувальний літак, що міг нести рятувальний човен. Оснащувався двома двигунами Pratt & Whitney R-2800/S.1A4-G Double Wasp. Побудовано 205 літаків
- Warwick Mark II:
  - Warwick B Mk II або Vickers Type 413 — прототип бомбардувальника Mk I; створений в одному екземплярі. Перебудований на B Mk I
  - Warwick GR Mk II або Vickers Type 469 — протичовновий літак, морський далекий розвідник. Озброювався торпедами та бомбами. Оснащувався двома радіальними двигунами Bristol Centaurus VI потужністю 2500 к.с. 118 одиниць.
  - Warwick GR Mk II Met — літак метеорологічної розвідки на основі GR Mk II. 14 одиниць.
- Warwick Mark III:
  - Warwick C Mk III або Vickers Type 460 — транспортний літак, що міг перевозити до 24 повністю оснащених та озброєних піхотинців або 8-10 пасажирів у версії VIP-класу. Літак не мав озброєння. Випущено 100 одиниць
- Warwick Mark V:
  - Warwick GR Mk V або Vickers Type 474 — протичовновий літак, морський далекий розвідник, оснащений двома радіальними двигунами Bristol Centaurus VII. Озброювався 7 кулеметами та міг нести бомбове навантаження до 2 700 кг бомб, мін або глибинних бомб; мав прожектор типу Leigh Light. 210 екземплярів побудовано
- Warwick Mark VI:
  - Warwick ASR Mk VI або Vickers Type 485 — остання версія літака для пошуково-рятувальних операцій на морі. Оснащений двома двигунами Pratt & Whitney R-2800-2SBG Double Wasp. Побудовано 94 літаки

## Тактико-технічні характеристики (GR.II)
Дані з Consice Guide to British Aircraft of World War II

### Технічні характеристики
- Екіпаж: 7 осіб
- Довжина: 20,88 м
- Висота: 5,64 м
- Розмах крила: 29,48 м
- Площа крила: 93,46 м²
- Маса порожнього: 14118 кг
- Максимальна злітна маса: 23247 кг
- Двигун: 2 × Bristol Centaurus VI
- Потужність: 2 × 2500 к. с. (1864 кВт.)

### Льотні характеристики
- Максимальна швидкість: 422 км/год (на висоті 610 м.)
- Практична стеля: 5790 м
- Дальність польоту: 4908 км

### Озброєння
- Кулеметне:
  - 6 × 7,7-мм захисних кулеметів
- Бомбове:
  - до 5557 кг бомб

## Літаки, схожі за ТТХ та часом застосування
- Short Sunderland
- Avro Shackleton
- Blohm & Voss BV 138
- Junkers Ju 290
- Focke-Wulf Fw 200 «Condor»
- Consolidated B-24 Liberator
- Consolidated PB4Y-2 Privateer
- Consolidated PB2Y Coronado
- Martin PBM Mariner
- Kawanishi H6K
- Kawanishi H8K